# Charles de Bovelles
Charles de Bouvelles (Carolus Bovillus sau Charles de Bouelles, n. 1479, Saint-Quentin, Hauts-de-France, Franța – d. 1553, Noyon, Picardie⁠(d), Franța) a fost un matematician și filozof francez.
în 1500 a intrat ca profesor la Nagon.
A încercat să realizeze cuadratura cercului și a crezut că a rezolvat această problemă.

## Scrieri
- 1503: Geometricae de la Cicloida introductionis, lucrarea prin care a atras atenția asupra cicloidei. Această lucrare a fost tradusă în franceză de Fineus Orentius sub titlul: La Géométrie composé par le noble philosophe, maître Ch. Bouelles (1542)
- 1511: Livre singulier et utile touchant l'art et la pratique de géométrie, lucrare reeditată de mai multe ori.

1. 1 2  Autoritatea BnF, accesat în 10 octombrie 2015
2. ↑  Carolus Bovillus, Open Library, accesat în 9 octombrie 2017
3. ↑  „Charles de Bovelles”, Gemeinsame Normdatei, accesat în 14 august 2015
4. ↑  Google Cărți, p. 15
5. 1 2  Google Cărți, p. 11
6. ↑  , p. 80 https://books.google.cat/books?id=LGwZ16ghIzwC&pg=PA80 Lipsește sau este vid: |title= (ajutor)
7. ↑  MacTutor History of Mathematics archive, accesat în 22 august 2017
8. 1 2  Complete Dictionary of Scientific Biography[*] Verificați valoarea |titlelink= (ajutor)
9. ↑  Google Cărți, p. 25
10. ↑  MacTutor History of Mathematics archive
11. ↑  Google Cărți, p. 24-25
12. ↑  CONOR.SI[*] Verificați valoarea |titlelink= (ajutor)
13. ↑  Google Cărți, p. 12